# Германско-косовские отношения
Германско-косовские отношения — двусторонние дипломатические отношения между Германией и частично признанным государством Республикой Косово.

## История

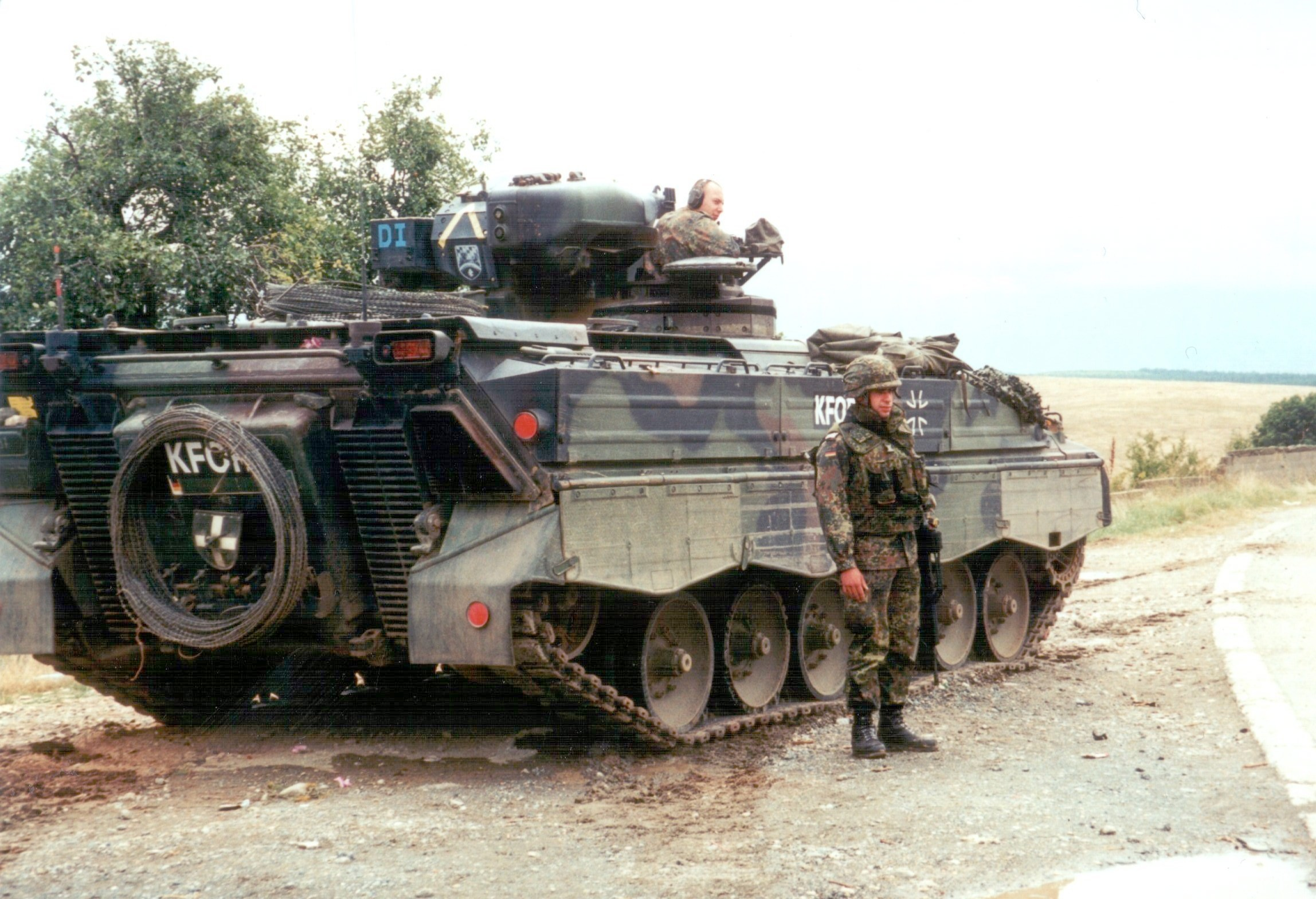
Германские солдаты в Косово, 1999 год.

17 февраля 2008 года Республика Косово провозгласила независимость от Сербии, которую Германия признала 20 февраля 2008 года. 27 февраля 2008 года Германии открыла посольство в Приштине, а у Республики Косово имеется посольство в Берлине и консульства во Франкфурте и Штутгарте. Германия оказывает Республике Косово вторую по объёму экономическую помощь после Соединённых Штатов Америки.
19 ноября 2008 года три агента Федеральной разведывательной службы Германии (БНД) были арестованы в Республике Косово по обвинению в причастности к взрыву бомбы пятью днями ранее. Германские средства массовой информации предположили, что этот арест должен был стать своего рода наказанием для БНД, которая в 2005 году опубликовала данные, что премьер-министр Хашим Тачи является членом косовско-албанской мафии. Несмотря на то, что полиция Республики Косово заявила о наличии видеозаписи, подтверждающей причастность трех агентов ко взрыву (которая так и не была показана общественности), они были освобождены 28 ноября 2008 года. Ранее неизвестная группировка Армия Республики Косово взяла на себя ответственность за взрыв бомбы.

## Военное сотрудничество
В 1999 году Германия приняла участие в бомбардировках НАТО Югославии, в результате которой была создана Миссия ООН в Косове, а затем последовало провозглашение независимости. В 2009 году Германия направила 2350 военнослужащих в Республику Косово в качестве миротворцев KFOR, а первоначальная численность германских вооружённых сил составляла 8500 солдат и офицеров.
С 8 октября 1999 года по 18 апреля 2000 года Клаус Рейнхардт был 2-м командующим KFOR. С 3 октября 2003 года по 1 сентября 2004 года Хольгер Каммерхофф был 8-м командующим KFOR. Роланд Катхер был 11-м командующим KFOR с 1 сентября 2006 года до 31 августа 2007 года. Германия отправила 600 солдат в качестве миротворцев ЕВЛЕКС для обеспечения полицейской, гражданской и юридической миссий Европейского союза в Республике Косово.